# Ostertagia circumcinta
Ostertagia circumcinta är en rundmaskart. Ostertagia circumcinta ingår i släktet Ostertagia, och familjen Trichostrongylidae. Arten är reproducerande i Sverige.